# Colin Brumby
Colin Brumby (né le 18 juin 1933 et mort le 3 janvier 2018) est un compositeur et chef d'orchestre australien.

## Biographie
Il est né à Melbourne et a étudié au conservatoire de musique de l'université de Melbourne d'où il sort diplômé en 1957. Il part pour l'Espagne afin d'étudier la composition avec Philipp Jarnach, et à Londres pour étudier avec Alexander Goehr. À son retour en Australie, il rejoint le personnel du département de musique de l'université du Queensland et il est basé à Brisbane depuis lors. Il devient plus tard Associate Professor à l'université du Queensland ; il prend sa retraite de l'université en 1998.
Brumby a été directeur musical de la Queensland Opera Company de 1968 à 1971. Durant cette période il a dirigé les premières australiennes d'œuvres telles que L'infedeltà delusa (en) de  Joseph Haydn et Le Docteur Miracle de Georges Bizet. Il a également composé une série d'opérettes pour enfants.
En 1969 il remporte le Albert H. Maggs Composition Award (en). En 1971 il reçoit son doctorat de musique de l'université de Melbourne. En 1972 il part étudier la composition avec Franco Evangelisti à Rome. Après son retour en Australie, Musica Viva Australia (en) lui commande une œuvre pour la tournée 1974 de l'Academy of St Martin in the Fields ; il compose The Phoenix and the Turtle pour orchestre à cordes et clavecin.
En 1981 Brumby reçoit un Advance Australia Award.
Sa femme Jenny Dawson a écrit certains des livrets de ses opérettes.

## Œuvres
Brumby a compose des opéras et opérettes, des concertos pour flute, hautbois, clarinette, basson, cor, trompette, piano, violon, alto et guitare, des ouvertures et des suites orchestrales, des œuvres de musique de chambre, des sonates pour flute, clarinette et basse, de la musique de scène, de la musique de film et de ballets et des chants.

## Opéras
- The Wise Shoemaker (livret Brumby), opérette pour enfants (1968, Brisbane)
- Rita and Dita and the Pirate (livret Brumby, d'après les frères Grimm), opérette pour enfants (1969, Brisbane)
- Rita and Dita in Toyland (livret Brumby), opérette pour enfants , 1 Acte (1970,  Rockhampton)
- The Two Suitors (livret Brumby), opérette pour enfants , 1 Acte (1970, Rockhampton)
- The Seven Deadly Sins - a New Concept of Music Theatre livret Brumby, Thomas Shapcott, Meryn Moriarty), opéra en deux actes (1970, Brisbane)
- The Marriage Machine (livret Brumby), opéra en un acte (1972, Sydney); arrangé pour orchestre en 1985
- La Donna (livret David Goddard),  opéra en un acte (1988, Sydney)
- Summer Carol (livret Thomas Shapcott),  opéra en un acte (1991, Canberra)
- The Heretic (livret Morris West d'après sa pièce)[2]
- The Bunyip, opérette
- The Haunted House of Highgate Hill, opérette
- The Spirit of Eureka, opérette

## Ballets
- Alice (commande du Queensland Ballet, 1989)

## Œuvres orchestrales
- The Phoenix and the Turtle (1974; orchestre à cordes et clavier)
- Litanies of the Sun
- Fibonacci Variations (1963)
- Paean (1982; commandé pour l'Orchestre symphonique de Sydney durant les célébrations du cinquantième anniversaire d'ABC en 1982)
- South Bank Overture (1984; commandé en 1984 pour l'ouverture de la salle de concert du Queensland Cultural Centre (en))
- Borromeo Suite
- Scena for cor anglais and orchestra
- Mediterranean Suite, orchestre à corde
- Concertino, viola and string orchestra (1960)
- Concerto pour violonTre aspetti di Roma, alto et orchestre (1990)

## Œuvres chorales
- Victimae Paschali (commandé par Pro Musica, Brisbane)
- Three Baroque Angels (commandé pour le trentième anniversaire de l'Intervarsity Choral Festival (en))
- Cantata Charlie Bubbles' Book of Hours (pour un séminaire australien de l'UNESCO)
- This is the Vine (pour le quarantième International Eucharistic Congress)
- Cantata The Ballad of Sydney Hospital (pour célébrer le cinquantenaire de l'hôpital de Sydney)
- Aquinas: Two Eucharistic Texts [O salutaris hostia; Tantum ergo] pour solo ou chœur unisson et orgue
- From All That Dwell (Isaac Watts) pour chœur à deux parties et clavier
- The Fruitless Fig (texte de Brumby) pour chœur SATB et orgue
- Give Judgment for Me, O Lord (Psalm 26) pour chœur SATB et orgue
- How Lovely Are Thy Dwellings Fair! (John Milton) pour chœur SATB et orgue
- In Praise of the Virgin (texte anglais du XIIIe siècle) pour chœur SATB a cappella
- Iustorum animæ (scripture) pour chœur SATB a cappella
- Nine Tenebræ Responsories, 3 vols., pour chœur à deux parties et clavier
- O My People (the Reproaches) pour chœur à deux parties et clavier
- Prisquam gallus cantet (Matthew 26:75) pour chœur SATB a cappella
- Stabat mater dolorosa pour chœur SATB et orgue (ou cordes)
- Stabat mater speciosa (1965)
- Ten New Carols for Advent and Christmas
- Teach Me, O Lord (Psalm 119:33-40) pour chœur SATB et orgue
- Three Sacred Rounds (4 parties)
- Two Easter Anthems (texte Brumby) pour chœur SATB et orgue
- Unto Us A Boy Is Born (texte traditionnel) pour chœur SATB et clavier
- * All Glory, Laud and Honour (en), prélude choral

## Musique de chambre
- The Seven Ages of Man, quintette à vents
- Quatuor à cordes (1968)
- Piano quartet
- Bassoon quintet
- 4 Exotic Pieces, flûte et harpe
- Suite for contrabass quartet
- 4 Aphorisms, clarinette et piano
- 4 Miniatures, flûte et piano
- 4 simple duos, descant recorders
- Abendlied, alto et piano (2001)
- Berceuse, Chaconne, Nocturne, alto et piano
- Etude, pour alto
- Mediterranean Suite, viola quartet and double bass (1956)
- Passacaglia, pour ensemble d'altos (7 altos) et piano
- Sonatina, alto et piano (1982)

## Piano
- Harlequinade

## Orgue
- 5 Chorale Preludes
- 7 Chorale Preludes
- Captain Logan's Fancy